# بكتموياوية
البكتموياوية (الاسم العلمي: Lepidocaryeae) هي قبيلة من النباتات تتبع فصيلة الفوفلية من الرتبة الفوفليات.